# Fredrik Ludvigsson
Fredrik Ludvigsson (28 d'abril de 1994) és un ciclista suec, professional des del 2015. Actualment corre a l'equip Christina Jewelry-Kuma. En el seu palmarès destaca la victòria al Boucle de l'Artois de 2013.
A començaments de la temporada de 2016, mentre s'entrenava juntament amb el seu equip per la Marina Alta, un cotxe, en direcció contrària, el va atropellar juntament amb cinc dels seus companys al terme de Benigembla.
El seu germà Tobias també es dedica al ciclisme professionalment.

## Palmarès
- 2013
  - 1r al Boucle de l'Artois i vencedor d'una etapa